# Антифосфолипидный синдром
Антифосфолипидный синдром (АФС), или фосфолипидный синдром, или синдром антифосфолипидных антител (АФС или САФА) — аутоиммунное состояние гиперкоагуляции, вызванное антифосфолипидными антителами. АФС провоцирует образование тромбов (тромбоз) как в артериях, так и венах, а также связанные с беременностью осложнения, такие как выкидыш, мертворождение, преждевременные роды и тяжелая преэклампсия.
Диагностические критерии постановки диагноза АФС требуют наличия одного клинического события, такого как тромбоз или осложнение беременности, а также проведения двух анализов крови на антитела, разнесённых по крайней мере на три месяца друг от друга, которые подтверждают наличие либо волчаночного антикоагулянта, либо анти-бета-2-гликопротеина-I.
Антифосфолипидный синдром может быть первичным или вторичным. Первичный антифосфолипидный синдром возникает в отсутствие каких-либо других связанных с ним заболеваний. Вторичный антифосфолипидный синдром встречается совместно с другими аутоиммунными заболеваниями, такими как системная красная волчанка (СКВ). В редких случаях АФС приводит к быстрой полиорганной недостаточности вследствие генерализованного тромбоза, это явление называется катастрофическим антифосфолипидным синдромом или синдромом Ашерсона и ассоциируется с высоким риском смерти. Примерно у 28% пациентов c данным заболеванием встречается поражение легких.

## История открытия
Антифосфолипидный синдром был впервые полностью описан в 1980-х годах после различных предыдущих докладов о специфических антителах у людей с системной красной волчанкой и тромбозом. Этот синдром иногда называют «синдромом Хьюза», после того, как ревматолог Грэм Р. В. Хьюз, работавший в больнице Святого Томаса в Лондоне, подробно описал это состояние.

## Симптомы
Наличие антифосфолипидных антител в отсутствие тромбов или связанных с беременностью осложнений не указывает на АФС. Антифосфолипидный синдром может привести к артериальным или венозным сгусткам крови в любых органах, или к связанным с беременностью осложнениям. У пациентов с АФС наиболее распространенным симптомом является тромбоз глубоких вен нижних конечностей, а также артериальный тромбоз. У беременных женщин, страдающих от АФС, существует повышенный риск выкидыша, синдрома задержки развития плода (СЗРП) и преждевременных родов. Часто причиной таких осложнений является плацентарный инфаркт. 
К другим общим симптомам, которые не являются частью критериев классификации АФС, относятся низкий уровень тромбоцитов, болезнь клапанов сердца и ретикулярная асфиксия. Существует также взаимосвязь между антифосфолипидными антителами и головными болями, мигренями и осциллопсией. Некоторые исследования показали наличие антифосфолипидных антител в крови и спинномозговой жидкости пациентов с психологическими симптомами. У очень малого количества пациентов первичный АФС приводит к развитию системной красной волчанки.

## Акушерский антифосфолипидный синдром
В последние годы отдельно принято выделять акушерский антифосфолипидный синдром, что связано с его особой клинической картиной и особенностями развития и диагностики .
Распространенность АФС во время беременности варьирует в зависимости от исследуемой популяции и критериев измерения антител к фосфолипидам. От 7 до 25% необъяснимых повторных выкидышей обусловлены наличием антифосфолипидных антител. У женщин с потерей беременности распространенность антифосфолипидных по расчетам составляет от 4,6% до 50,7% (в среднем 15,5%) .
При акушерском антифосфолипидном синдроме клиническими признаками для постановки диагноза являются:
- Три и более спонтанных потерь беременности на ранних сроках (до 10-й недели беременности);
- Одна спонтанная потеря беременности на сроке более 10 недель;
- Одни или более преждевременных родов на сроке до 34 недель из-за эклампсии или тяжелой преэклампсии или плацентарной недостаточности [9].

Механизмы потери беременности при АФС неоднородны, сложны и пока не полностью объяснены. Гиперкоагуляционное состояние, вызванное антителами к фосфолипидам, вызывает инфаркт плаценты и тромбоз, а также васкулопатию спиральных артерий, что снижает нормальный приток материнской крови к межворсинчатому пространству и создает трудности в обмене газами и питательными веществами с плодом. Это приводит к маточно-плацентарной недостаточности, которая, в свою очередь, приводит к задержке внутриутробного развития, признакам гипоксии (аномальной частоте сердечных сокращений плода), маловодию, дистрессу плода, преждевременным родам или выкидышам. В настоящее время, в дополнение к описанным протромботическим механизмам, ведутся дебаты о возможности прямого вреда антифосфолипидных антител на трофобласт. Кроме того, вероятно, что патогенез раннего привычного невынашивания беременности, связанного с АФС, отличается от поздних осложнений беременности. Имплантация эмбриона в эндометрий является динамическим процессом, в котором развивается ряд событий, тесно связанных с трофобластом и децидуальной оболочкой. Любое изменение функционального состояния трофобласта может привести к неудаче имплантации. Имеются данные экспериментальных моделей АФС, позволяющие предположить, что антифосфолипидные антитела могут действовать непосредственно на трофобласт, тем самым изменяя его дифференцировку и созревание и вызывая прямое повреждение клеток, апоптоз, ингибирование образования синцития, снижение уровня хорионического гонадотропина человека (ХГЧ) и нарушение имплантации. При ранних потерях беременности прямое воздействие антифосфолипидных антител на плацентацию и апоптоз клеток трофобласта может иметь большее значение. Также, патологические исследования человеческой плаценты показали провоспалительную способность антифосфолипидных антител через систему комплемента и провоспалительные цитокины .
Лечение акушерского АФС должно включать многопрофильную команду специалистов, таких как ревматологи, гинекологи и терапевты, которые имеют опыт в этой области . Комбинированное лечение низкими дозами аспирина и гепарина обеспечивает хорошие акушерские и материнские результаты. Успех лечения основан не только на медикаментозном вмешательстве, но и на строгом контроле и наблюдении на протяжении всей беременности, а также в предзачаточный и послеродовой периоды .

## Генетические маркёры АФС
Генетическая предрасположенность к антифосфолипидному синдрому может быть связана с различными генами, в том числе, генами системы HLA.
Наследование генов HLA идёт гаплотипами, то есть сочетанием вариантов генов, поэтому в качестве ассоциированного генотипа может быть указан как аллель, так и гаплотип, то есть сочетание аллелей разных генов. 
Ниже представлены антигены HLA, аллели и их сочетания (гаплотипы) HLA, связанные с развитием первичного и вторичного антифосфолипидного синдрома, наличие антител к фосфолипидами и кофакторам, волчаночного антикоагулянта.
- DRB1*04. Частые гаплотипы -  DRB1*04 - DQB1*03:02 (DR4-DQ8) или DRB1*04 - DQB1*03:01 (DR4-DQ7.3)
- DRB1*07. Частый гаплотип -  DRB1*07 - DQA1*02:01 - DQB1*03:03 (DR7-DQ9.2)
- DRB1*13:02. Частый гаплотип -  DRB1*13:02 - DQA1*01:02 - DQB1*06:04/06:05 (DR13(6)-DQ6)
- DQB1*03:01 (DR11(5)-DQ7.5)
- DRB1*09 (DR9)-DQB1*03:03 у японцев

Кроме того, варианты DRB1*08, *02, *03 ассоциированы с развитием вторичного антифосфолипидного синдрома у больных системной красной волчанкой. 
Присутствие DRB1*16 и DRB1*11 у больных системной красной волчанкой является фактором развития осложнений во время беременности.
.

## Патогенез
Факторы риска развития антифосфолипидного синдрома: для первичного АФС — это генетический маркер HLA-DR7, для вторичного АФС — генетические маркеры HLA-B8, HLA-DR2 и DR3-HLA, а также системная красная волчанка или другие аутоиммунные заболевания.
Антифосфолипидный синдром является аутоиммунным заболеванием, в котором антифосфолипидные антитела (антикардиолипиновые антитела и волчаночный коагулянт) взаимодействуют с белками, которые связываются с анионными фосфолипидами на плазматических мембранах. Как и многие другие аутоиммунные заболевания, этот синдром чаще встречается у женщин, чем у мужчин. Точная причина заболевания неизвестна, но очевидно, что происходит активация системы свёртывания крови. Клинически важные антифосфолипидные антитела (те, которые возникают в результате аутоиммунного процесса) связаны с тромбозом и сосудистыми заболеваниями.

## Лечение
Часто это заболевание лечится аспирином (реже варфарином), который ингибирует активацию тромбоцитов и выступает в качестве антиагреганта (варфарин - в качестве антикоагулянта, блокируя свертывание крови). Цель профилактического лечения варфарином — поддержание МНО пациента между 2,0 и 3,0. Обычно антикоагулянты не назначаются пациентам, которые не имели тромботических симптомов. Во время беременности вместо варфарина (который может проникать через плаценту и обладает тератогенным действием) обычно применяют гепарин с низким молекулярным весом и низкие дозы аспирина. В трудноизлечимых случаях пациенту может быть назначен иммуноглобулин, а также плазмаферез.

## Прогноз
Долгосрочный прогноз для АФС определяется в основном рецидивом тромбоза, который может возникнуть менее чем у трети больных, иногда, несмотря на антитромботическую терапию.

## В популярной культуре
Первичный антифосфолипидный синдром становится окончательным диагнозом пациента в пятом эпизоде шестого сезона сериала «Доктор Хаус». Пациент выздоравливает.